# La Thieuloye
La Thieuloye est une commune française située dans le département du Pas-de-Calais en région Hauts-de-France.
La commune fait partie de la communauté de communes du Ternois qui regroupe 103 communes et compte 37 469 habitants en 2021.

## Géographie

### Localisation
Localisée dans le sud-est du département du Pas-de-Calais, La Thieuloye est une commune située, à vol d'oiseau, à 7 km au nord-est de la commune de Saint-Pol-sur-Ternoise (aire d'attraction) et à 28 km au nord-ouest de la commune d’Arras (chef-lieu d'arrondissement et préfecture du Pas-de-Calais). C'est un village typique du Ternois, avec des fermes bâties au carré qui ont leurs façades exposées plein sud.
Le territoire de la commune est limitrophe de ceux de six communes.
Les communes limitrophes sont Diéval, Bajus, Bours, Brias, Magnicourt-en-Comte et Monchy-Breton.

### Géologie et relief
La superficie de la commune est de 4,06 km2 ; son altitude varie de 135  à   166 mètres.

### Hydrographie
La commune est située dans le bassin Artois-Picardie. Elle n'est drainée par aucun cours d'eau,.

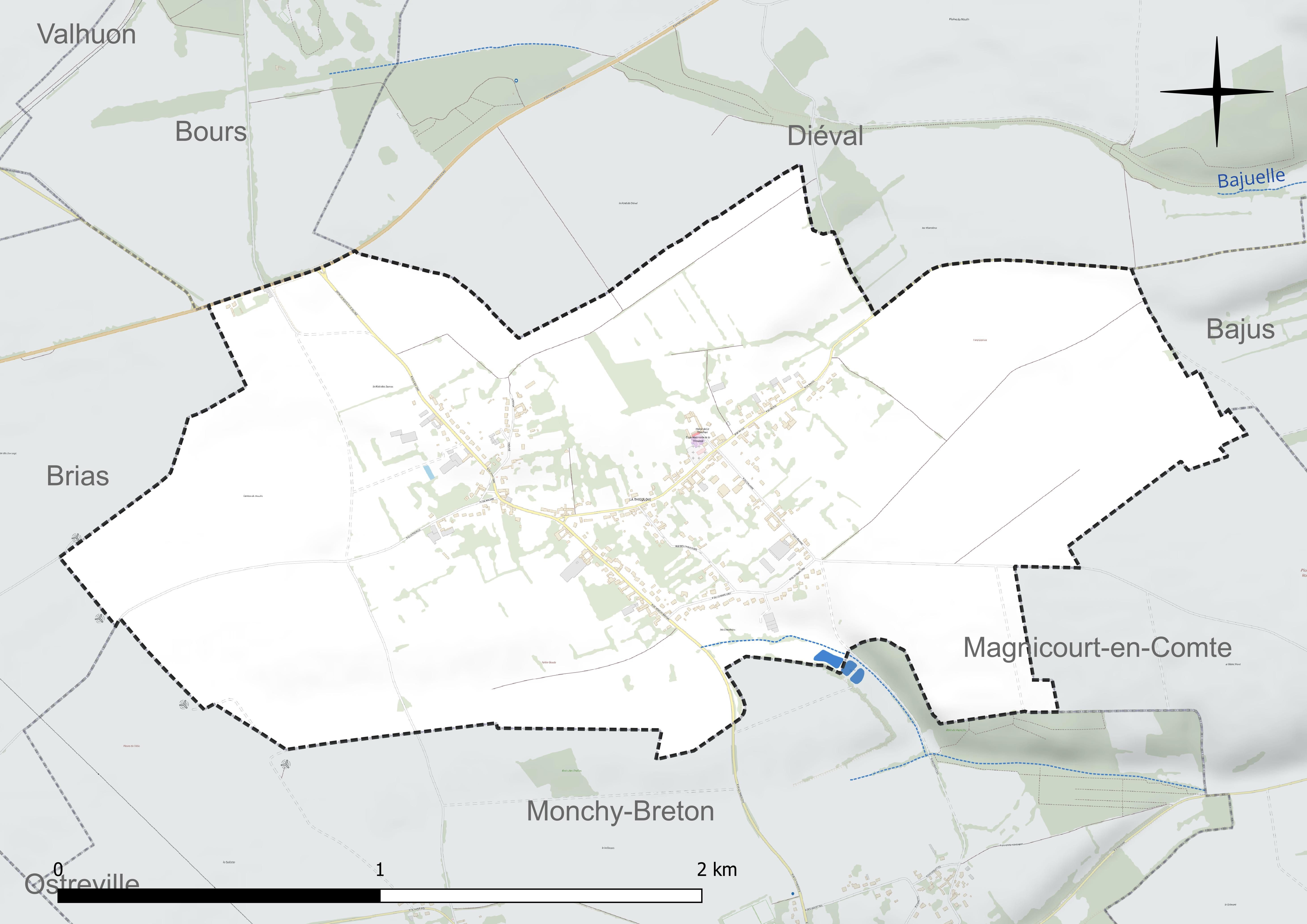
Réseau hydrographique de la Thieuloye.

### Climat
Pour des articles plus généraux, voir Climat des Hauts-de-France et Climat du Nord-Pas-de-Calais.
En 2010, le climat de la commune est de type climat des marges montargnardes, selon une étude du Centre national de la recherche scientifique (CNRS) s'appuyant sur une série de données couvrant la période 1971-2000. En 2020, Météo-France publie une typologie des climats de la France métropolitaine dans laquelle la commune est exposée à un climat océanique et est dans la région climatique Côtes de la Manche orientale, caractérisée par un faible ensoleillement (1 550 h/an) ; forte humidité de l'air (plus de 20 h/jour avec humidité relative > 80 % en hiver), vents forts fréquents.
Pour la période 1971-2000, la température annuelle moyenne est de 10 °C, avec une amplitude thermique annuelle de 13,8 °C. Le cumul annuel moyen de précipitations est de 880 mm, avec 12,8 jours de précipitations en janvier et 9,4 jours en juillet. Pour la période 1991-2020, la température moyenne annuelle observée sur la station météorologique la plus proche, située sur la commune de Fiefs à 13 km à vol d'oiseau, est de 10,4 °C et le cumul annuel moyen de précipitations est de 1 070,6 mm,. Pour l'avenir, les paramètres climatiques de la commune estimés pour 2050 selon différents scénarios d'émission de gaz à effet de serre sont consultables sur un site dédié publié par Météo-France en novembre 2022.

### Paysages
Pour un article plus général, voir Paysage en France.
La commune s'inscrit dans les « paysages du Ternois » tels qu'ils sont définis dans l'atlas de paysages de la région Nord-Pas-de-Calais, conçu par la direction régionale de l'Environnement, de l'Aménagement et du Logement (DREAL),.
Ces paysages, qui concernent 138 communes avec trois pôles d'attraction que sont Hesdin-la-Forêt à l'ouest, Saint-Pol-sur-Ternoise à l'est et, dans une moindre mesure, Frévent en lisière sud, sont délimités par deux cours d'eau : la Canche au Sud et la Ternoise au Nord. Ces paysages sont composés de plateaux, de vallées et de bocages. Les plateaux du Ternois montrent une structure tabulaire assez plane et une altitude assez régulière avec des points culminants entre 150 et 160 m.
Le territoire d'une vingtaine de kilomètres du Nord au Sud et d'Est en Ouest, est traversé par la D 939 reliant Saint-Pol-sur-Ternoise à Hesdin, par la D 912 entre Saint-Pol-sur-Ternoise et Frévent et par la ligne ferroviaire de Saint-Pol-sur-Ternoise à Étaples dans la vallée de la Canche. La position excentrée, en l'absence de grands axes autoroutiers ou ferrés structurants, a permis au Ternois de conserver un caractère rural et une certaine qualité de paysage.
Au niveau de l'occupation des sols, les surfaces cultivées sont omniprésentes sur les plateaux, avec majoritairement la culture de la betterave et de la pomme de terre, et représentent près de 72 % de la surface totale de ces paysages du Ternois, les espaces artificialisés, cantonnés dans les fonds de vallée, représentent 13 % et les surfaces boisées, présentes dans les deux principales vallées de la Ternoise et de la Canche, ne représentent que 6 %.

## Urbanisme

### Typologie
Au 1er janvier 2024, La Thieuloye est catégorisée commune rurale à habitat dispersé, selon la nouvelle grille communale de densité à sept niveaux définie par l'Insee en 2022.
Elle est située hors unité urbaine. Par ailleurs la commune fait partie de l'aire d'attraction de Saint-Pol-sur-Ternoise, dont elle est une commune de la couronne,. Cette aire, qui regroupe 72 communes, est catégorisée dans les aires de moins de 50 000 habitants,.

### Occupation des sols
L'occupation des sols de la commune, telle qu'elle ressort de la base de données européenne d'occupation biophysique des sols Corine Land Cover (CLC), est marquée par l'importance des territoires agricoles (88,7 % en 2018), une proportion identique à celle de 1990 (88,7 %). La répartition détaillée en 2018 est la suivante : 
terres arables (66,5 %), prairies (22,1 %), zones urbanisées (11,3 %). L'évolution de l'occupation des sols de la commune et de ses infrastructures peut être observée sur les différentes représentations cartographiques du territoire : la carte de Cassini (XVIIIe siècle), la carte d'état-major (1820-1866) et les cartes ou photos aériennes de l'IGN pour la période actuelle (1950 à aujourd'hui).

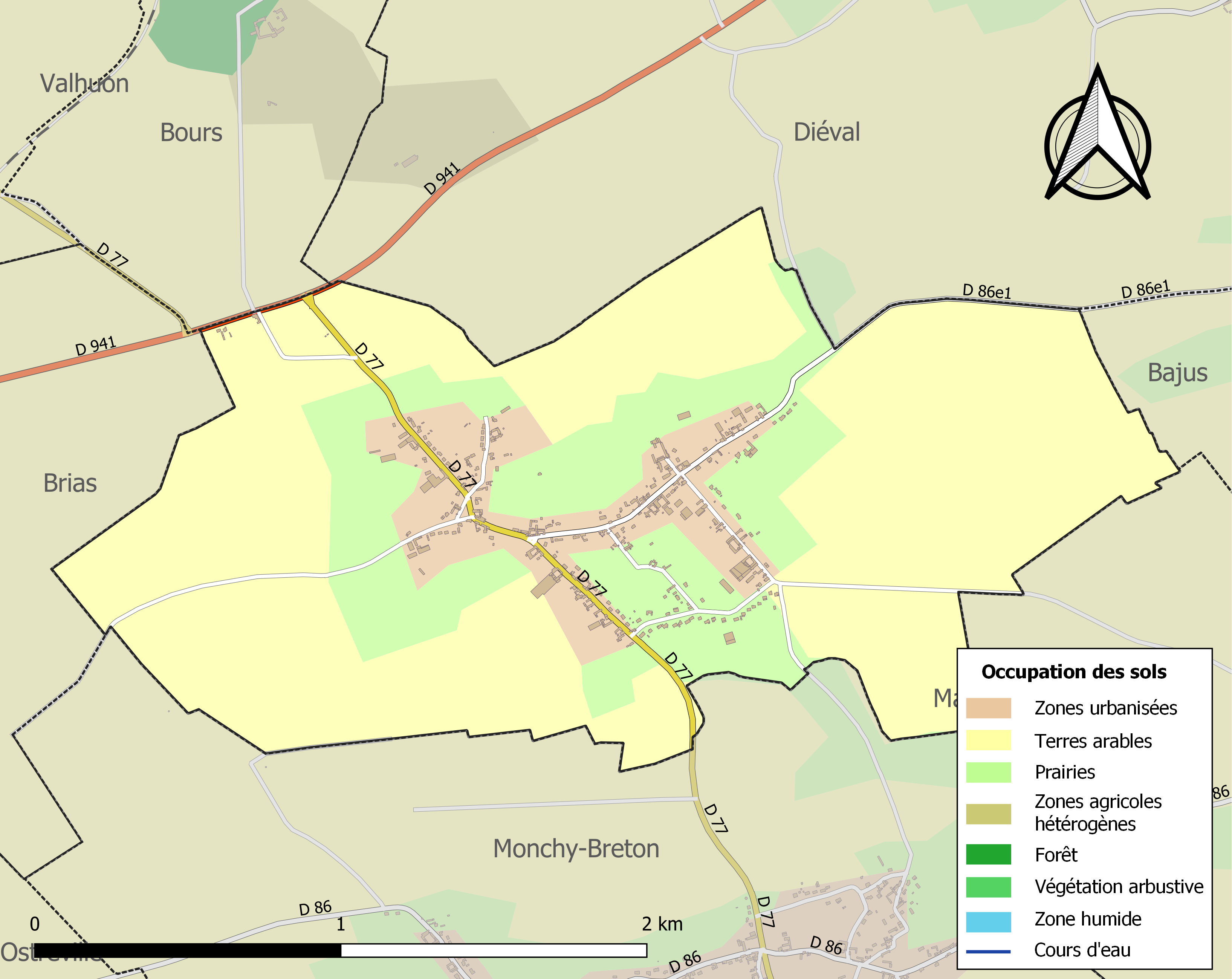
Carte des infrastructures et de l'occupation des sols de la commune en 2018 (CLC).

## Toponymie
Le nom de la localité est attesté sous les formes Le Tieulloie (1312) ; Le Thiulloye (1313) ; La Tiulloie (1323) ; La Tuilloie (1324) ; La Tieuloye (1329) ; Thieulois (1429) ; Le Thilloye (1474) ; Thieulloy (1720) ; La Thieuloy (XVIIIe siècle) ; La Tieuloye-lez-Wachin (1739).
Étymologiquement, le nom qui est issu de tegula (tuile) et signifierait « la tuilerie »[source insuffisante].

## Histoire
La terre et seigneurie de La Thieuloye est érigée en vicomté le 10 mars 1614 au bénéfice de Charles de Bernemicourt, seigneur du lieu, descendant des marquis de Saluces. Il a combattu au service de ses princes et a été fait prisonnier de guerre.
En 1761, La Thieuloye compte 76 manoirs autour d'un château féodal[Passage problématique]. Ce dernier appartient au comte de Saint Pierre mais celui-ci qui était situé rue de l'École et dont l'avenue principale était la rue du Calvaire a été détruit lors de la Révolution française en 1789. Au cours de laquelle l'église n'a pas été vendue nationalement car elle a été conservée pour les assemblées républicaines.
Mais cette église était ébranlée fortement et disloquée en plusieurs endroits. Aussi, depuis longtemps déjà les habitants avaient exprimé le désir d'en bâtir une nouvelle. À l'arrivée de M. l'abbé Pauchet comme curé de la paroisse (1861), les habitants reprirent courage. Ils connaissaient son zèle, ses aptitudes et les divers travaux qu'il avait heureusement exécutés ailleurs, ils ne doutaient pas du succès de leur entreprise, si elle était dirigée par lui. Ils le prièrent donc de faire le plan et le devis d'une nouvelle église. Cette œuvre, en 1868, était assez complète pour qu'elle fut consacrée, et l'évêque Lequette accomplissait cette auguste cérémonie le 8 juillet. Soixante ecclésiastiques, entre autres l'évêque Scott, doyen d'Aire, camérier du souverain pontife, M. Boyaval, grand doyen de Saint-Pol et M. Capron, chanoine d'Arras et curé de Wingles, prenaient part au dîner offert à Sa Grandeur par M. Pauchet le curé de la Thieuloye, ainsi qu'un grand nombre de laïques parmi lesquels on comptait M. le comte de Bryas, M. le comte de Saint-Pierre Jette de Bruxelles, etc. (Cf Annuaire du Diocèse d'Arras 1869, 1878).
Cette nouvelle église, dont le promoteur était Hubert Victor Pauchet, curé de La Thieuloye, a une forme de croix grecque et son clocher dominant est très fin et très haut. Celle-ci est placée sous l'invocation de la Vierge que l'on révère sous le nom de Notre Dame du Mont-Ferat. Selon les anciens plusieurs miracles eurent lieu dans ce lieu de culte. Au cours de ses restaurations successives des paroissiens ont fait don de vitraux magnifiques classés au patrimoine, ils sont donc sous la surveillance attentive et la protection de la municipalité.
Pendant la Première Guerre mondiale, La Thieuloye était située en arrière du front de l'Artois. Des troupes sont passées par la commune, par exemple en avril 1915, où des soldats retirés du front d'Ypres, ont embarqué dans des trains à Bergues à destination de Pernes et de là ont gagné La Thieuloye et Diéval.
Le 24 octobre 1915, le général commandant la Xe Armée passe en revue au nord de la commune les troupes de la 13e division, alors au repos et remet la Croix de guerre au drapeau du 109e régiment d'infanterie.

## Politique et administration

### Découpage territorial
La commune se trouve dans l'arrondissement d'Arras du département du Pas-de-Calais.

#### Commune et intercommunalités
La commune faisait partie de la petite communauté de communes du Pernois créée fin 1993.
Dans le cadre de la réforme des collectivités territoriales françaises, par la loi de réforme des collectivités territoriales du 16 décembre 2010 (dite loi RCT)  destinée à permettre notamment l'intégration de la totalité des communes dans un EPCI à fiscalité propre, la suppression des enclaves et discontinuités territoriales et les modalités de rationalisation des périmètres des établissements publics de coopération intercommunale et des syndicats mixtes existants, cette intercommunalité fusionne avec sa voisine, la communauté de communes du pays d'Heuchin, formant le 1er janvier 2013 la communauté de communes des Vertes Collines du Saint-Polois.
Un nouveau mouvement de regroupement intercommunal intervient dans le cadre des dispositions de la loi portant nouvelle organisation territoriale de la République (Loi NOTRe) du 7 août 2015, qui prévoit que les établissements publics de coopération intercommunale (EPCI) à fiscalité propre doivent avoir un minimum de 15 000 habitants. À l'initiative des intercommunalités concernées, la Commission départementale de coopération intercommunale (CDCI) adopte le 26 février 2016 le principe de la fusion de : 

- la communauté de communes de l'Auxillois, regroupant 16 communes dont une de la Somme et 5 217 habitants ;

- la communauté de communes de la Région de Frévent, regroupant 12 communes et 6 567 habitants ;

- de la communauté de communes des Vertes Collines du Saint-Polois, regroupant 58 communes et 19 585 habitants

- de la communauté de communes du Pernois, regroupant 18 communes et 7 114 habitants. Le schéma départemental de coopération intercommunale (SDCI), intégrant notamment cette évolution, est approuvé par un arrêté préfectoral du 30 mars 2016,.
La communauté de communes du Ternois, qui résulte de cette fusion et dont la commune fait désormais partie, est créée par un arrêté préfectoral qui a pris effet le 1er janvier 2017.

#### Circonscriptions administratives
La commune faisait partie du canton d'Aubigny-en-Artois . Dans le cadre du redécoupage cantonal de 2014 en France, la commune est intégrée au canton de Saint-Pol-sur-Ternoise.

#### Circonscriptions électorales
Pour l'élection des députés, la commune fait partie de la première circonscription du Pas-de-Calais.

### Élections municipales et communautaires

#### Liste des maires
| Période                                  | Période                    | Identité          | Étiquette | Qualité                                                                                               |
| ---------------------------------------- | -------------------------- | ----------------- | --------- | --- |
| Les données manquantes sont à compléter. |                            |                   |           | |
|                                          | janvier 1973               | Magloire Basset   |           | |
| janvier 1973                             | juin 1995                  | Bernard Sinot     |           | Agriculteur                                                                                           |
|                                          |                            | Jean-Marc Ringard |           | |
| mars 2001                                | 2008                       | Charles Bécourt   |           | |
| mars 2008                                | mars 2017                  | Pierre Calau,     |           | Technico-commercial                                                                                   |
| juin 2017                                | 2020                       | Thierry Eloy      |           | Responsable d'exploitation dans le nettoyage industriel Vice-président du syndicat des eaux (2014 → ) |
| 25 juin 2020                             | En cours (au 7 avril 2022) | André Flament     |           | Cadre administratif et commercial d'entreprise,                                                       |

## Population et société

### Démographie

#### Évolution démographique
L'évolution du nombre d'habitants est connue à travers les recensements de la population effectués dans la commune depuis 1793. Pour les communes de moins de 10 000 habitants, une enquête de recensement portant sur toute la population est réalisée tous les cinq ans, les populations de référence des années intermédiaires étant quant à elles estimées par interpolation ou extrapolation. Pour la commune, le premier recensement exhaustif entrant dans le cadre du nouveau dispositif a été réalisé en 2006.

En 2022, la commune comptait 470 habitants, en évolution de −4,67 % par rapport à 2016 (Pas-de-Calais : −0,72 %, France hors Mayotte : +2,11 %).
| 1793 | 1800 | 1806 | 1821 | 1831 | 1836 | 1841 | 1846 | 1851 |
| ---- | ---- | ---- | ---- | ---- | ---- | ---- | ---- | ---- |
| 341  | 304  | 335  | 381  | 368  | 359  | 368  | 360  | 342  |

| 1856 | 1861 | 1866 | 1872 | 1876 | 1881 | 1886 | 1891 | 1896 |
| ---- | ---- | ---- | ---- | ---- | ---- | ---- | ---- | ---- |
| 331  | 325  | 322  | 335  | 338  | 352  | 347  | 360  | 317  |

| 1901 | 1906 | 1911 | 1921 | 1926 | 1931 | 1936 | 1946 | 1954 |
| ---- | ---- | ---- | ---- | ---- | ---- | ---- | ---- | ---- |
| 298  | 302  | 333  | 345  | 356  | 350  | 344  | 345  | 350  |

| 1962 | 1968 | 1975 | 1982 | 1990 | 1999 | 2006 | 2011 | 2016 |
| ---- | ---- | ---- | ---- | ---- | ---- | ---- | ---- | ---- |
| 376  | 393  | 400  | 394  | 394  | 361  | 433  | 463  | 493  |

| 2021 | 2022 | - | - | - | - | - | - | - |
| ---- | ---- | - | - | - | - | - | - | - |
| 482  | 470  | - | - | - | - | - | - | - |

#### Pyramide des âges
En 2018, le taux de personnes d'un âge inférieur à 30 ans s'élève à 37,2 %, soit au-dessus de la moyenne départementale (36,7 %). À l'inverse, le taux de personnes d'âge supérieur à 60 ans est de 20,2 % la même année, alors qu'il est de 24,9 % au niveau départemental.
En 2018, la commune comptait 253 hommes pour 246 femmes, soit un taux de 50,70 % d'hommes, largement supérieur au taux départemental (48,50 %).
Les pyramides des âges de la commune et du département s'établissent comme suit.
| Hommes | Classe d’âge | Femmes |
| ------ | ------------ | ------ |
| 0,8    | 90 ou +      | 0,8    |
| 4,7    | 75-89 ans    | 10,1   |
| 11,9   | 60-74 ans    | 12,2   |
| 19,1   | 45-59 ans    | 20,1   |
| 26,0   | 30-44 ans    | 19,8   |
| 14,8   | 15-29 ans    | 17,4   |
| 22,6   | 0-14 ans     | 19,6   |

| Hommes | Classe d’âge | Femmes |
| ------ | ------------ | ------ |
| 0,5    | 90 ou +      | 1,6    |
| 5,6    | 75-89 ans    | 8,9    |
| 16,7   | 60-74 ans    | 18,1   |
| 20,2   | 45-59 ans    | 19,2   |
| 18,9   | 30-44 ans    | 18,1   |
| 18,2   | 15-29 ans    | 16,2   |
| 19,9   | 0-14 ans     | 17,9   |

## Culture locale et patrimoine

### Lieux et monuments

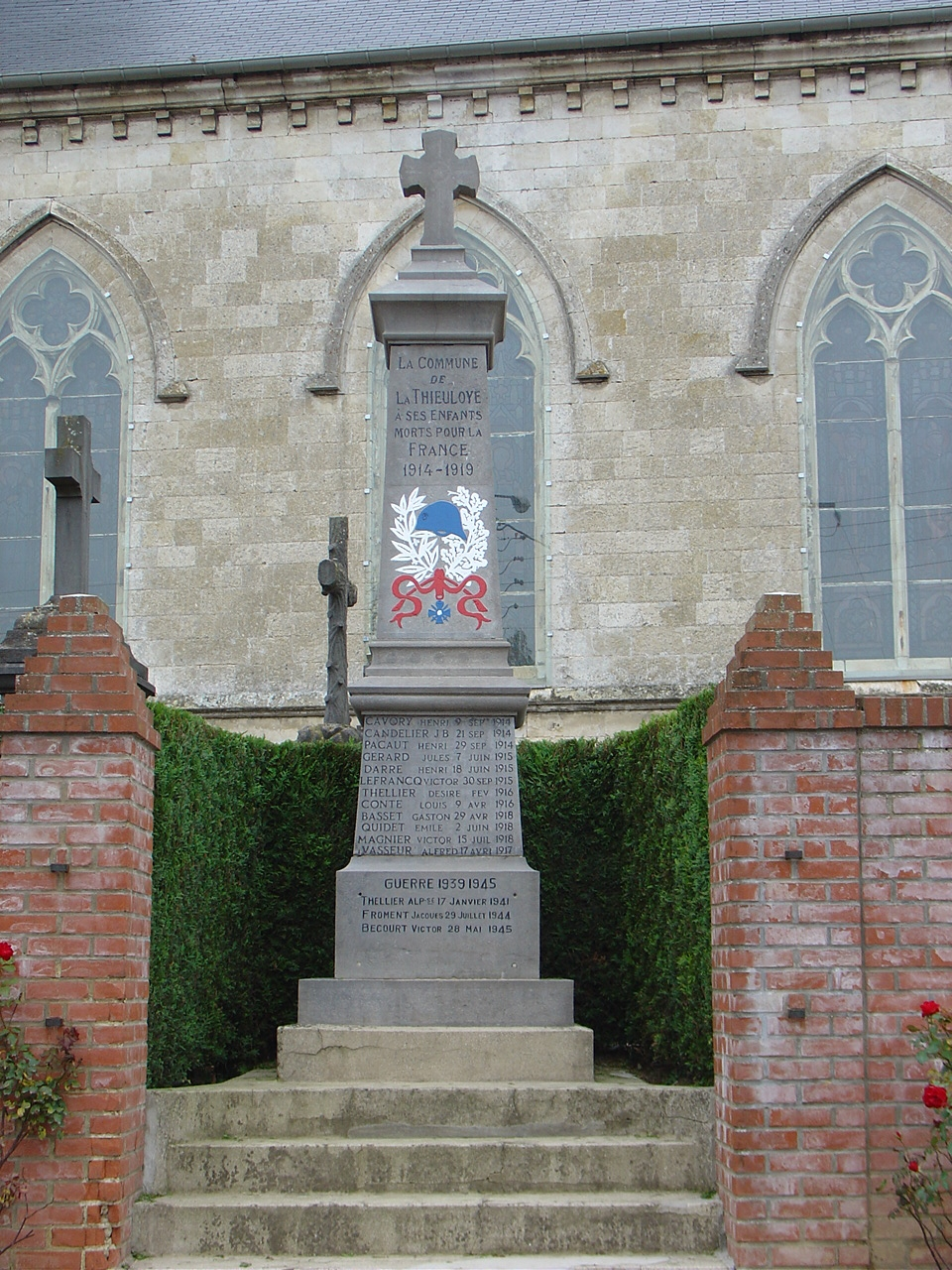
Le monument aux morts.

- L'église Notre-Dame.
- Le monument aux morts.

### Personnalités liées à la commune
- Robert François Damiens (1715-1757), célèbre pour avoir tenté d'assassiner le roi Louis XV, est né dans la commune[42].

### Héraldique
|  | Les armes de la commune se blasonnent ainsi : de gueules au lion d'hermine. |

## Pour approfondir